# Angelika Sarna
Angelika Sarna (ur. 1 października 1997 w Stalowej Woli) – polska lekkoatletka, specjalizująca się w biegach średnich, mistrzyni Polski (2021), olimpijka z Tokio (2021).

## Życiorys
Jest wychowanką Victorii Stalowa Wola, gdzie jej trenerem był Stanisław Anioł. W 2014 osiągnęła swój pierwszy sukces, zwyciężając w biegu na 800 metrów podczas Ogólnopolskiej Olimpiady Młodzieży. Od 2017 reprezentuje barwy AZS-AWF Warszawa, gdzie trenuje ją Andrzej Wołkowycki.
Reprezentowała Polskę na mistrzostwach Europy juniorek w 2015, gdzie w biegu na 800 metrów odpadła w eliminacjach, z wynikiem 2:08,97 oraz młodzieżowych mistrzostwach Europy w 2019, gdzie na tym samym dystansie zajęła 5. miejsce, z wynikiem 2:07,46. W 2021 wystąpiła na igrzyskach olimpijskich w Tokio. Tam odpadła w eliminacjach biegu na 800 metrów, z wynikiem 2:02,18.
Jej największym sukcesem w karierze było mistrzostwo Polski w biegu na 800 metrów w 2021. Na tym samym dystansie była także halową wicemistrzynią (2015) i halową mistrzynią (2016) Polski juniorek oraz wicemistrzynią Polski juniorek (2015), a także młodzieżową mistrzynią Polski (2018) i młodzieżową wicemistrzynią Polski (2019). Przed 2021 ani razu nie stanęła indywidualnie na podium seniorskich mistrzostw Polski (w biegu na 80 metrów: 2017 – 7. miejsce, 2018 – 4. miejsce, 2019 – 5. miejsce, 2020 – 4. miejsce). W 2018 zdobyła natomiast mistrzostwo Polski w sztafecie mieszanej 4 x 800 metrów i brązowy medal w żeńskiej sztafecie 4 x 400 metrów.
Rekord życiowy w biegu na 800 metrów: 1:59,08 (16 sierpnia 2025, Chorzów).
Ukończyła studia na Wydziale Inżynierii Produkcji Szkoły Głównej Gospodarstwa Wiejskiego w Warszawie, na kierunku technologie energii odnawialnej